# Cheile Șugăului - Munticelu
Cheile Șugăului - Munticelu este o arie protejată (arie specială de conservare — SAC, sit de importanță comunitară — SCI) din România, desemnată în scopul protejării biodiversității și menținerii într-o stare de conservare favorabilă a florei spontane și faunei sălbatice, precum și a habitatelor naturale de interes comunitar aflate în arealul zonei de protecție. Aceasta se întinde pe o suprafață de 324,9 ha, integral pe uscat.

## Localizare
Situl se întinde pe teritoriile administrative ale comunelor Bicaz-Chei și Bicazu Ardelean din județul Neamț. Centrul sitului Cheile Șugăului - Munticelu este situat la coordonatele 46°50′17″N 25°50′27″E / 46.838178°N 25.840856°E.

## Înființare
Situl Cheile Șugăului - Munticelu a fost declarat sit de importanță comunitară (ROSCI0033) în decembrie 2007 pentru a proteja 3 specii de plante și 7 specii de animale. Situl a fost protejat și ca arie specială de conservare în mai 2022. Situl include rezervațiile naturale Cheile Bicazului, Peștera Munticelu și Cheile Șugăului.

## Biodiversitate
Situată în ecoregiunea alpină, aria protejată conține 7 habitate naturale: Fânețe montane, Izvoare petrifiante cu formare de travertin (Cratoneurion), Grohotișuri calcaroase și de șisturi calcaroase de la nivelul montan până la nivelul alpin (Thlaspietea rotundifolii), Pante stâncoase calcaroase cu vegetație casmofită, Păduri calcicole cu Pinus sylvestris din Carpații Occidentali, Păduri de fag dacice (Symphyto-Fagion), Păduri acidofile de Picea de la nivel montan la nivel alpin (Vaccinio-Piceetea).
La baza desemnării sitului se află mai multe specii protejate:
- plante (3): clopoțelul de munte (Campanula serrata), papucul doamnei (Cypripedium calceolus), stânjenelul de stepă (Iris aphylla subsp. hungarica)
- amfibieni (3): izvoraș-cu-burta-galbenă (Bombina variegata), triton cu creastă (Triturus cristatus), salamandra carpatică (Triturus montandoni)
- mamifere (3): liliac comun (Myotis myotis), liliacul mic cu potcoavă (Rhinolophus hipposideros), urs brun (Ursus arctos)
- nevertebrate (1): croitorul alpin (Rosalia alpina)

Pe lângă speciile protejate, pe teritoriul sitului au mai fost identificate 14 specii de plante, 8 specii de mamifere.